# Raphictis
Raphictis es un género extinto de mamífero Viverravidae
que vivió durante el Paleoceno en América del Norte. Fue nombrado por p. d. Gingerich y d. a. Winkler en 1985 y contiene una especie: R. gausion.